# Vincenzo Vannutelli

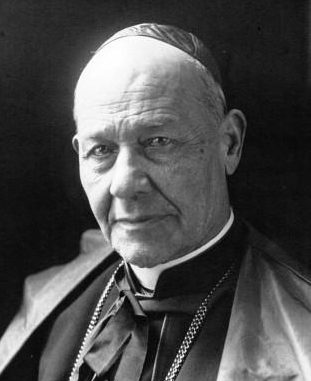
Vincenzo Kardinal Vannutelli (1913)

Kardinalswappen

Vincenzo Kardinal Vannutelli (* 5. Dezember 1836 in Palestrina; † 9. Juli 1930 in Rom) war Kurienkardinal der römisch-katholischen Kirche.

## Leben
Vincenzo Vannutelli, jüngerer Bruder des Kardinals Serafino Vannutelli, studierte an der Päpstlichen Universität Gregoriana und empfing am 23. Dezember 1860 das Sakrament der Priesterweihe. Er wurde 1863 Auditor an der Nuntiatur in den Niederlanden. 1875 wurde er von Papst Pius IX. zum Apostolischen Protonotar ernannt, im selben Jahr wurde Vannutelli auch Substitut des Staatssekretariats. Am 23. Januar 1880 wurde er von Papst Leo XIII. zum Titularerzbischof von Sardes ernannt und zum Apostolischen Vikar von Konstantinopel (Türkei) bestellt. Die Bischofsweihe spendete ihm am 2. Februar 1880 Giovanni Kardinal Simeoni. Am 22. Dezember 1882 wurde er Apostolischer Internuntius in Brasilien und am 4. Oktober 1883 Apostolischer Nuntius von Portugal.
Papst Leo XIII. nahm ihn am 30. Dezember 1889 als Kardinal in pectore in das Kardinalskollegium auf. Seine öffentliche Proklamation als Kardinalpriester mit der Titelkirche San Silvestro in Capite fand am 23. Juni 1890 statt.
Ab Mai 1891 war er Offizial der römischen Kurie und ab 1892 deren Präfekt. Am 16. Dezember 1896 wurde er Erzpriester der Patriarchalbasilika Santa Maria Maggiore. 1898 nahm er als päpstlicher Gesandter an einem Eucharistischen Kongress in Brüssel teil. Am 19. April 1900 wurde er zum Kardinalbischof von Palestrina erhoben und 1902 zum Präfekten der Konzilskongregation ernannt. Nach Leos Tod nahm Kardinal Vannutelli am Konklave 1903 teil. 1904 reiste er als Legat nach Armagh, um der Einweihung der St. Patrick’s Cathedral beizuwohnen. Papst Pius X. bestellte ihn am 20. Oktober 1908 zum Präfekten der Apostolischen Signatur, dem Obersten Gerichtshof der römischen Kurie. Er entsandte ihn auch zu mehreren Eucharistischen Kongressen, die während seines Pontifikates stattfanden. Nach dem Tod des Papstes nahm er am Konklave 1914 teil. Benedikt XV. bestellte ihn 1914 zum Präfekten der Kongregation für die Zeremonien.
Am 6. Dezember 1915 ernannte Papst Benedikt XV. Vannutelli zum Kardinaldekan und damit auch zum Kardinalbischof von Ostia, ein Amt, das er bis zu seinem Tode innehatte. 1916 erfolgte zudem die Bestellung zum Pro-Datar der Apostolischen Datarie. Nach Benedikts Tod rief er die Kardinäle in seiner Funktion als Kardinaldekan zum Konklave 1922 zusammen. Papst Pius XI. betraute ihn mit den Vorbereitungen des Jubeljahres 1925. Fünf Jahre später starb Vincenzo Vannutelli nach einer Nierenentzündung mit 93 Jahren in Rom. Er war zu diesem Zeitpunkt ältestes Mitglied des Kardinalskollegiums.